# Ludo Bazuyn
Ludovicus "Ludo" Bazuyn (Engels: Ludovic "Ludo" Bagman) is een personage uit de Harry Potterboekenreeks van de Britse schrijfster J.K. Rowling. Hij komt voor in het vierde boek, Harry Potter en de Vuurbeker.
Het personage komt niet voor in de verfilming van het boek.
Bazuyn was een zeer succesvol Zwerkbalspeler de speelde voor de Winterpayne Wasps, en hierdoor een beroemdheid in de tovenaarswereld. Later werd hij hoofd van het Departement van Magische Sport en Recreatie binnen het Ministerie van Toverkunst. Heden ten dage is hij niet meer zo knap en slank als ten tijde van zijn sportcarrière: zijn neus is gebroken geweest (waarschijnlijk geraakt door een afgedwaalde Beuker) en hij heeft een behoorlijk buikje gekregen.
Bazuyn lijkt een joviale maar licht afwezige man, het lijkt soms alsof hij een keertje te vaak is geraakt door een Beuker. Ongeveer dertien jaar voor zijn optreden in "De Vuurbeker" is hij ervan beschuldigd een Dooddoener te zijn, doordat hij informatie had doorgespeeld aan Augustus Ravenwoud, niet wetende dat de laatstgenoemde een Dooddoener was die voor Voldemort spioneerde binnen het Ministerie. Bazuyn werd vrijgesproken omdat de Wikenweegschaar (de tovenaarsrechtbank) ervan overtuigd was dat Bazuyn dacht dat Ravenwoud, die een vriend was van Bazuyns vader, informatie verzamelde voor het Ministerie in plaats van andersom.
Bazuyn hield er wel van om een gokje te wagen. Dit bracht hem in financiële problemen die dusdanig ernstig waren dat hij enkele van zijn schuldeisers betaalde met Kaboutergoud (nepgeld dat vanzelf verdwijnt). Na de finale van het WK Zwerkbal werd hij zelfs door een paar Kobolden -zijn ergste en meest enthousiaste schuldeisers- in het nauw gedreven en beroofd van al het goud dat hij bij zich droeg, maar het was niet voldoende om al zijn schulden af te lossen.
Bazuyns gedrag tegenover zijn schuldeisers verslechterde naarmate de situatie erger werd. Dit zou kunnen betekenen dat zijn goedgehumeurde voorkomen slechts een façade is. Hij lijkt er in ieder geval niet goed tegen te kunnen onder druk te worden gezet. Fred en George Wemel, aan wie Bazuyn geld schuldig was omdat ze met hem hadden gewed over de uitslag van de WK-finale en de weddenschap hadden gewonnen, bleven bij hem aandringen op uitbetaling en bleven hem brieven schrijven. Ook toen Bazuyn op Zweinstein verbleef tijdens het Toverschool Toernooi klampten ze hem keer op keer aan, maar hij negeerde hen of verzon een smoes om steeds weg te kunnen vluchten. Fred en George verklaarden later dat Bazuyn zelfs behoorlijk gemeen werd, en hen vertelde dat ze te jong waren om te gokken en dus naar hun geld konden fluiten.
Om zijn schulden aan de Kobolden wel te kunnen inlossen, sloot Bazuyn een weddenschap af op de uitslag van het Toverschool Toernooi. Hij wedde dat Harry Potter het Toernooi zou winnen en probeerde Harry dan ook gedurende het Toernooi steeds te helpen. Harry won het Toernooi uiteindelijk ook, maar ex aequo met Carlo Kannewasser, hetgeen voor de Kobolden reden was om Bazuyn niet uit te betalen omdat Harry niet de enige winnaar was. Bazuyn vluchtte na de derde opdracht van het Toverschool Toernooi. Zijn huidige verblijfplaats is onbekend, wel is bekend dat hij nog steeds zijn schulden niet heeft afgelost.

## Trivia
Zoals bij veel van de personages van Rowling, geeft ook de naam van Bazuyn een hint over zijn karakter: Ludovicus is een middeleeuwse Latijnse vorm van 'Ludwig'. Ludwig komt van de Germaanse naam Hludwig, wat 'beroemd soldaat' betekent. Hludwig bestaat uit de woorden 'hlud', 'beroemd' en 'wig', 'soldaat'. Een bagman is iemand die geld ophaalt, bij weddenschappen en dergelijke."Ludo" is Latijn voor ik speel.